# Glorious Godfrey
Glorious Gordon Godfrey es un supervillano de DC Comics que forma parte de la serie de cómics El Cuarto Mundo a principios de la década de 1970.

## Historial de publicaciones
Glorioso Godfrey apareció por primera vez en The Forever People #3 (junio de 1971) y fue creado por Jack Kirby.
En 1971, un artículo en The New York Times Magazine sobre "cómics relevantes" describía "un personaje atractivo y dentudo llamado Glorioso Godfrey, un evangelista. Godfrey parece un actor que interpreta a Billy Graham en una biografía cinematográfica de Hollywood de Richard Nixon protagonizada por George Hamilton". El personaje estaba destinado a encarnar al poderoso y carismático orador que podía convencer a la gente para que justificara la violencia y el mal.

## Biografía ficticia
Godfrey tiene una hermana llamada Amazing Grace que también es miembro de la Élite de Darkseid. Los hermanos tienen poderes similares. Mientras que la especialidad de Amazing Grace es la manipulación, la de Godfrey es la persuasión.
En su primera aparición, se enfrenta a Forever People, que se había topado con un programa de reclutamiento de guerreros terrestres para Darkseid. Él personalmente lidera un ataque de Justificadores que casi mata al joven guerrero Serafín. A pesar de los esfuerzos del Superciclo semi-sensible de Forever People, el ataque de Godfrey habría logrado matar a Serafín; sin embargo, Highfather eligió en ese momento llamar a toda su gente (y el ciclo) a casa a través de la teletransportación.
Godfrey siguió siendo un personaje relativamente poco importante hasta 1986, cuando se publicó Legends (el primer crossover desde Crisis on Infinite Earths). En él, Darkseid intenta privar al mundo de sus héroes, no solo para que sean ineficaces contra Darkseid, sino también con la esperanza de que la gente de la Tierra se rinda más voluntariamente a su gobierno.
La primera fase del plan consiste simplemente en crear inmensas cantidades de daños colaterales al enviar criaturas a la Tierra para luchar contra los superhéroes. El público comienza a resentirse con los héroes que se encuentran entre ellos y, por lo tanto, Darkseid comienza la segunda fase de su plan al enviar al maestro manipulador Glorious Godfrey a la Tierra.
Asumiendo la identidad de G. Gordon Godfrey (una referencia a G. Gordon Liddy), inicia una campaña de odio contra los superhéroes que demuestra ser muy eficaz, irritando al público y, en última instancia, llevando a una decisión presidencial de prohibir cualquier actividad de superhéroes. La fase final del plan consiste en los perros de guerra apokoliptianos, criaturas cibernéticas que están unidas a anfitriones humanos, para los que Godfrey es capaz de encontrar un amplio número de 'voluntarios' entre su público hipnotizado. Conduce a sus cargos a Washington D. C., solo para ser confrontado por un grupo de héroes reunidos.
Los héroes pueden derrotar a los Warhounds y separarlos de sus anfitriones humanos, y Godfrey pone en peligro su imagen cuando golpea a una niña que había estado parada entre los héroes y el grupo de adultos de Godfrey. Después de que falla su débil intento inicial de justificar su ataque, Godfrey hace una última estratagema poniéndose el casco del Doctor Fate con la esperanza de obtener su asombroso poder. En cambio, el casco limpia la mente de Godfrey, dejándolo nada más que un caparazón vacío. Lo envían al sanatorio Belle Reve, del que luego sería liberado por las Furias Femeninas bajo la orden de Darkseid.
Posteriormente, Godfrey hizo breves apariciones entre asambleas de todos los dioses apokoliptianos.

### Final Crisis
En Final Crisis # 1, el reverendo Godfrey Good aparece en un informe de noticias de televisión, denunciando la situación en Blüdhaven y la falta de ayuda y asistencia del gobierno para enfrentar la crisis en la ciudad en ruinas. Entre Final Crisis #1 y #2, Good es capturado y transformado en anfitrión de la esencia de Glorioso Godfrey. Godfrey se burla de Dan Turpin y Batman, ya que Batman está encarcelado y Turpin se transforma en el cuerpo anfitrión final de Darkseid.
En Final Crisis #4, Godfrey está presente cuando Darkseid toma el control del cuerpo de Turpin. Sin embargo, en Final Crisis # 5, Darkseid responde a la muerte inminente de su secuaz (presumiblemente debido al hecho de que el cuerpo anfitrión de Godfrey no se modificó para contener con éxito la esencia oscura de Godfrey) viéndolo morir frente a él.
Un one-shot reveló que Godfrey había sido elegido por Darkseid para ser el asistente personal secreto del villano Libra. basado en la Tierra. El hombre recibe tecnología genérica para apoyarlo a lo largo de los años porque Darkseid creía que el hombre tenía potencial para la grandeza. La ayuda de Godfrey resulta ser invaluable, ya que Libra es la clave para la derrota de la Tierra por parte de Darkseid.

### The New 52
En The New 52 (un reinicio de 2011 del universo de DC Comics), Glorioso Godfrey hace su primera aparición saludando a Batman y Ra's al Ghul de Apokolips. Tiene una nueva apariencia, luce barba y un uniforme completamente negro con guantes y cinturón rojos. La razón del glorioso Godfrey para venir a la Tierra es recuperar el Chaos Shard, un poderoso cristal que una vez perteneció a Darkseid y que Ra's al Ghul reveló que estaba escondido dentro del sarcófago que elaboró para Damian. Después de detectar un rastro del fragmento proveniente del interior del cuerpo de Damian, y a pesar de la ayuda de la Liga de la Justicia, Glorious Godfrey escapa con el cadáver de regreso a Apokolips, y Batman promete recuperar el cadáver de Damian Wayne.

## Poderes y Habilidades
Glorioso Godfrey conserva varios atributos de un nativo de Apokolips, como un nivel limitado de fuerza, resistencia e invulnerabilidad sobrehumanas. Además, Godfrey tiene una vida útil prolongada que le permite existir indefinidamente y tiene un sistema inmunológico avanzado. Sin embargo, Glorioso Godfrey es un atleta por debajo del promedio y un combatiente cuerpo a cuerpo, cuyos mayores dones son su abrumadora voz y sus extraordinarios poderes de persuasión. Aún no se ha determinado si estos son dones naturales o han sido aumentados por el poder de Darkseid. Godfrey emplea un ejército privado llamado los Justificadores, compuesto por terrícolas que creen en la retórica de Godfrey y sus percepciones han sido completamente distorsionadas por las palabras de Godfrey.

## Inspiración
El biógrafo de Jack Kirby, Mark Evanier, afirma que Glorioso Godfrey se basó en el evangelista Billy Graham: "Un villano menor que trabajó arduamente al servicio de Darkseid se inspiró más directamente en el evangelista Billy Graham, que entonces era bastante difícil de evitar en la televisión. Kirby estaba horrorizado por algunos de los sermones apocalípticos de Graham que, para Jack, estaban más calculados para infundir miedo que fe, y para empujar a la gente al servicio de las causas de Graham. Jack llamó al enemigo Glorioso Godfrey, el nombre es un juego de palabras de Kirby. El evangelista del cómic era "dios -free" y también tenía algunas de las características del presentador de televisión Arthur Godfrey, aunque la referencia principal y la imagen procedían de Billy Graham. No era evidente en las páginas que dibujó la creencia de Jack, que expresó en varias ocasiones, de que Graham y el presidente al que aconsejó eran ambos virulentos antisemitas".

## En otros medios

### Televisión
- "Glorioso" G. Gordon Godfrey aparece en el episodio de dos partes de Liga de la Justicia, "Eclipsed", con la voz de Enrico Colantoni. Esta versión es el presentador de un programa de entrevistas sensacionalista que utiliza para atacar la credibilidad de la Liga de la Justicia. Después de que la Liga de la Justicia frustrara el complot de Eclipso para destruir el sol, los patrocinadores de Godfrey lo dejan mientras su programa se traslada a un horario no deseado de las 4 a. m.
- Gordon Godfrey aparece en Smallville, interpretado por Michael Daingerfield. Esta versión es un atleta humano que ataca a vigilantes, superhéroes y extranjeros ilegales. Después de ser poseído por Darkseid, escribe un libro superventas que desacredita a los superhéroes con la esperanza de sembrar la desconfianza y la duda en los corazones de la gente de la Tierra y hacerles perder la fe en sus héroes. Lois Lane intenta exponer a Godfrey y Darkseid, pero este último se apodera por completo del cuerpo del primero y la tortura para atraer a Clark Kent hacia él. Darkseid luego se encuentra con Abuela Bondad, DeSaad y Oliver Queen con el cerebro lavado para formular un plan para eliminar los poderes de Kent con un anillo de bodas de kryptonita dorada. Sin embargo, Chloe Sullivan rescata a Kent, quien a su vez libera a Queen del control de Darkseid. Queen finalmente se enfrenta y mata a Godfrey, Bondad y Desaad.
- G. Gordon Godfrey aparece en Young Justice, con la voz de Tim Curry,[13] en la segunda temporada y de James Arnold Taylor en la tercera temporada. Esta versión es asociado de Darkseid, que opera como presentador de un programa de noticias con una agenda xenófoba y anti-alienígena. A lo largo de la segunda temporada, Godfrey siembra temores sobre los miembros alienígenas de la Liga de la Justicia y el uso de tecnología alienígena, y gradualmente gana seguidores en el proceso. Después de que los Reach llegan a la Tierra con un aparente deseo de paz, Godfrey los colma de elogios hasta que se ven obligados a revelar su armada oculta. En la tercera temporada, critica las gafas VR de Gretchen Goode y sus esfuerzos para detener el tráfico de metahumanos y los enfrentamientos con Lex Luthor sobre quién puede calumniar a los Forasteros con mayor eficacia.
- Gordon Godfrey aparece en el episodio de Superman & Lois "Sharp Dressed Man", interpretado por Tom Cavanagh.[14]Esta versión es el presentador del programa de entrevistas GODFREY! en Metrópolis.

### Cine
G. Gordon Godfrey aparece en Reign of the Supermen, con la voz de Trevor Devall. Esta versión es un editorialista que escribió un artículo sobre cómo la gente de la Tierra necesita ser sus propios héroes en lugar de depender de los metahumanos.